# Kasteel van Ronse

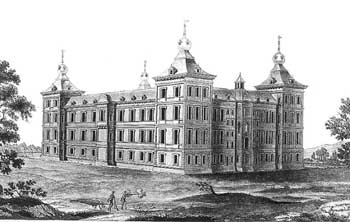
Het kasteel van Ronse

Het kasteel van Ronse werd in 1630 gebouwd en werd in 1823 gesloopt.

## Geschiedenis

### Ontstaan
Op 28 maart 1629 kocht Jan VIII van Nassau-Siegen de baronie Ronse van de laatste afstammelingen van de Granvelle’s. In april 1630 begon hij met de bouw van het kasteel vergelijkbaar met de adellijke verblijven in Brussel en vestigde zich als eerste heer op regelmatige basis in Ronse.

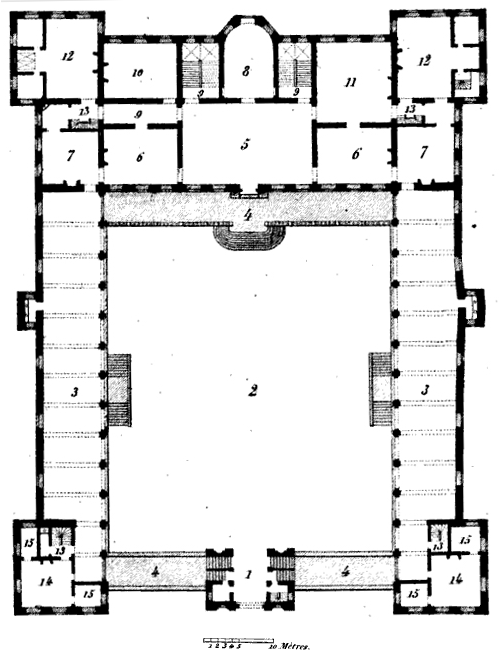
grondplan van het kasteel van Ronse (Recherches historiques sur la ville de Renaix, 1856, Gustave & Leonard Battaille

Het werd een monumentaal kasteel, dat moest gelden als voorouderlijk kasteel van de katholieke tak van de Nassaus in de Zuidelijke Nederlanden. Jan van Nassau spendeerde bijna al zijn geldelijke middelen aan het kasteel, dat werd voltooid na de pestepidemie van 1635-1636.

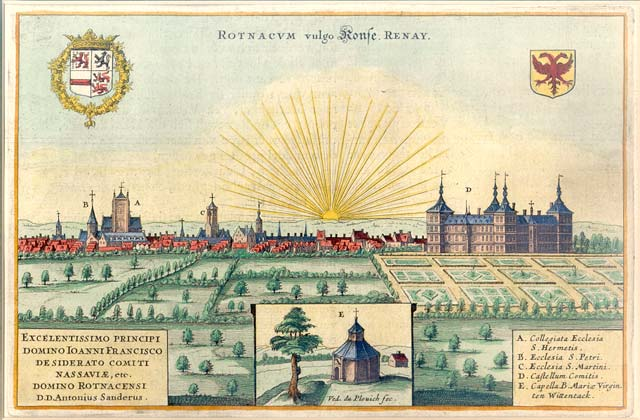
Ronse rond 1641-1644

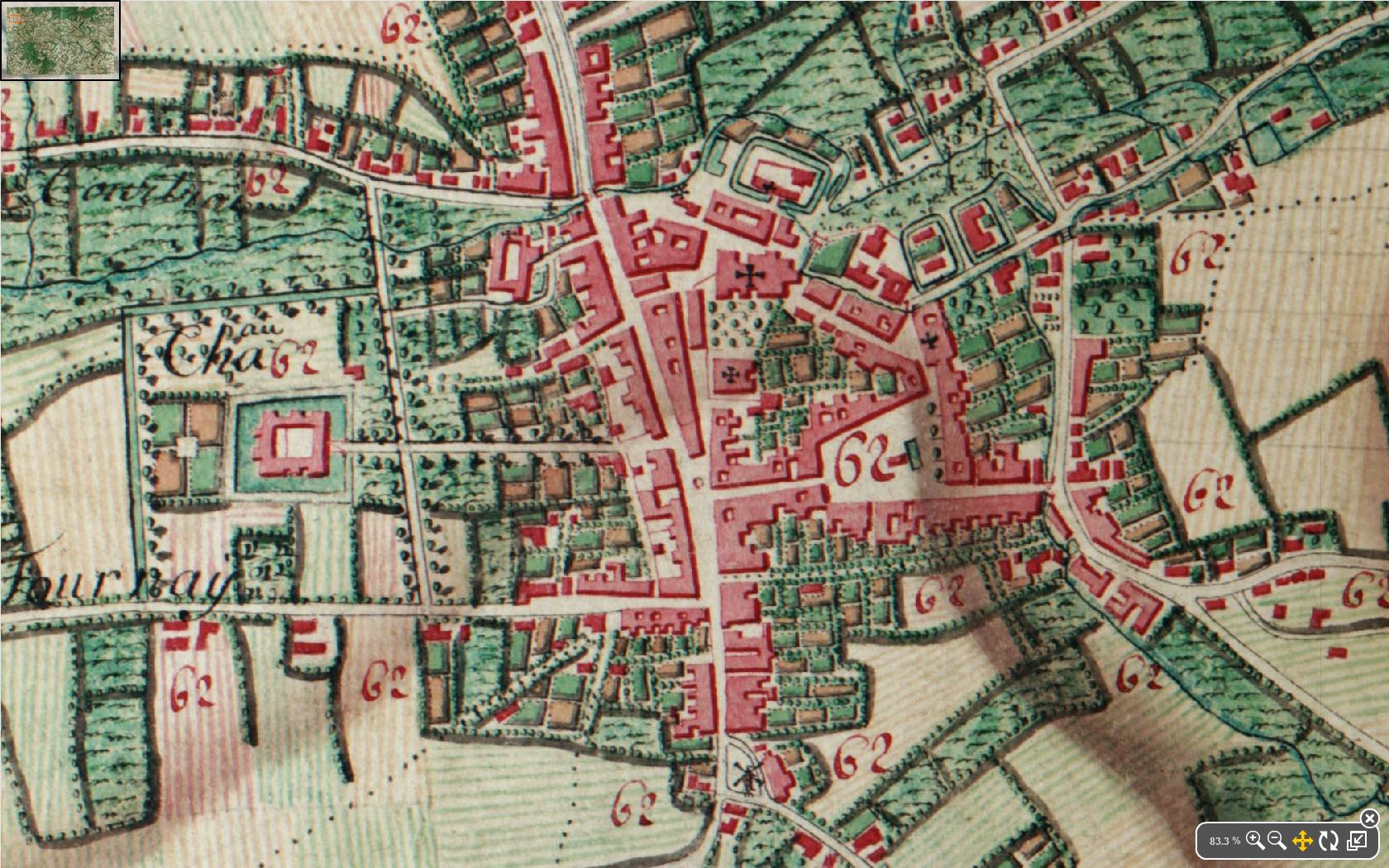
locatie van het kasteel op de Ferrariskaart

Het was een U-vormig kasteel in late renaissancestijl op een vierkante plattegrond van 58m op 72m in 5 bouwlagen en bestond uit een poortgebouw, een centrale binnenkoer met een uitgebreide woonvleugel en een kapel aan de achterzijde, twee zijvleugels en vier hoektorens met een hoogte van 37 meter. Het kasteel was opgetrokken in rode baksteen met natuurstenen elementen als ramen, arcades, profiellijsten en hoekblokken. De schikking van de kamers was bijna symmetrisch, met twee grote appartementen in de hoeken en de belangrijkste publieksplaatsen, de toegangspoort en de kapel, op de centrale as. De kapel was twee verdiepingen hoog en was voorzien van een galerij op de eerste verdieping en van een uitgebouwde apsis in het midden van de achtergevel. De grote salon bevond zich op de verdieping boven de hal en gaf uit op de kapel. In de vestibule hingen geschilderde portretten van de hele Nassau-stamboom. Het beroemde portret van Jan van Nassau en zijn gezin, geschilderd door Van Dijck in 1634, hing in de linkerantichambre. Dit doek is vandaag de dag een topstuk in de Cowper Collectie in Firle, samengesteld door George van Nassau Cowper, de derde Earl Cowper, die het doek had geërfd van Henry de Nassau d'Auverquerque, de eerste Earl of Grantham. Van de vroegere inboedel bestaat een heel gedetailleerde beschrijving en weet men welke meubels, schilderijen en tapijten er toen aanwezig waren.
Jan VIII van Nassau-Siegen was kolonel van een Duits regiment en werd later generaal van de cavalerie in Vlaanderen. Na zijn overlijden op 29 juli 1638 bleef zijn weduwe Ernestine Yolande van Ligne op het kasteel wonen tot aan haar dood in 1663. Na haar overlijden verbleven de heren van Ronse zo goed als niet meer in Ronse. Deze erfgenamen van Jan van Nassau waren verstrikt in langdurige en ingewikkelde processen over het eigendomsrecht van onder meer van de baronie en uiteindelijk werd de baronie verkocht aan de graven van Merode-Westerloo (1745-1795) die er hun blijde intredes niet te na gesproken, nooit verbleven hebben.

### Verval
Na de Slag bij Fleurus op 26 juni 1794 werd de baronie opgeheven en werd het kasteel te koop gesteld nadat het eeuwen in bezit was geweest van de roemrijke geslachten van Nassau-Siegen en de Mérode. Vanaf dan begon het kasteel zeer snel tot een ruïne te vervallen. Alexandre Louis van Hove kocht het kasteel maar kon het gebouw niet alleen onderhouden. In 1821 bood hij het voor een bescheiden som te koop aan bij het stadsbestuur als hospitaal of middelbare school, maar zijn aartsrivaal Eugène Ferdinand Fostier, die in 1820 opnieuw burgemeester was, verwierp het aanbod, waardoor het kasteel nog verder verviel.
De regeringsperiode van Napoleon luidde de eerste moderne textielindustrie in te Ronse en het kasteel werd de eerste locatie voor de opkomende textielindustrie. In 1803 introduceerden de gebroeders Lousbergs de eerste grote katoenweverij in de stad met 180 getouwen in de kelders van het kasteel.

### Sloop
Uiteindelijk werd het kasteel in 1823 verkocht voor 30.000 fr. en gesloopt als gevolg van de vete tussen de conservatieve familie Van Hove, die tijdens het ancien régime de vertegenwoordigers van de heer waren geweest, en de progressieve familie Fostier.
Om zich vandaag de dag een beeld te vormen van het vroegere kasteel kunnen we verwijzen naar het Alcázar van Toledo. Karel V maakte Toledo tot een hoofdzetel van zijn keizerrijk en verbouwde daarop in 1535 het Alcázar in dezelfde stijl en volgens een gelijkaardig grondplan om te dienen als officiële residentie.

### Villa Snoeck
In 1844 werd notaris Charles Alexander Snoeck aangeduid voor de verdeling van de goederen van de erfgenamen Van Hove en werd het 20 ha groot domein verkaveld. Hij verwierf zelf een groot aantal gronden en bouwde in de jaren 1850 verschillende kleine huizen, een beluik dat nu bekendstaat als het "Snoecksteegje". Door de verkaveling van het vroegere domein groeide de stad vanaf de jaren 1850-60 voor het eerst buiten haar oude kleine kern.
Daarnaast liet notaris Charles Alexander Snoeck op de funderingen en souterrain van het poortgebouw van het gesloopte kasteel een villa bouwen voor zijn zoon, de bekende musicoloog César Snoeck. Hierdoor zijn de 17e-eeuwse tongewelven in het souterrain met de één meter dikke witgekalkte bakstenen muren en deuropeningen met sponning in zandsteen bewaard gebleven. De achterliggende tuin van Villa Snoeck was de vroegere binnenplaats van het kasteel en is nog begrensd door de oude muren of funderingen van het kasteel.